# Opera Multi Steel
Opera Multi Steel est un groupe de synthpop cold minimale français, originaire de Bourges, et basé à Savigny-en-Septaine.

## Biographie

### Débuts (1982–1989)
Le groupe se forme à Bourges durant l’hiver 1982-1983, autour de trois personnes : Franck Lopez, son frère Patrick L. Robin et Catherine Marie. Bien vite, ils créent leur propre label, Orcadia Machina. Un premier maxi quatre titres éponyme sort en 1984. Le style est annoncé : une électro-pop baroque et décalée mélangée à des sonorités médiévales, avec un chant en français, tantôt curiste tantôt aux limites du grégorien, qui se déploie avec brio sur des titres comme Jardin botanique ou Massabielle. 
Après ce premier essai, ils enregistrent l’album Cathédrale (1985),, inspiré par et dédié à la cathédrale de Bourges. En effet, la musique du groupe puise ses sources aussi bien dans l’architecture gothique que dans les textes médiévaux et la peinture pré-raphaëlite, créant un univers étrange et poétique rythmé par des boîtes à rythmes comme la TR606 de Roland ou la MR10 de Yamaha. Parallèlement à ses disques « officiels », OMS publie sur son label de nombreuses cassettes à tirage limité : Autres Appels (1985), Éternelle Tourmente (1986), OMS / Modern Art (1987), Je regarde la pluie (1987), In Concert (1987) et participe à de nombreuses compilations K7 européennes regroupant des formations musicales à tendance cold.
Le groupe est rejoint en 1987 par le guitariste Xavier Martin, qui ne reste que le temps d’enregistrer le 45 tours Personne ne dort, dont la pochette est illustrée d’une peinture originale de l’artiste français Speedy Graphito. En 1988, c’est Éric Milhiet, qui avait joué précédemment avec Franck dans une formation de folk-médiéval (Avaric), qui prend la basse dans le groupe pour l’enregistrement du second album, À contresens. Si l’album précédent développait un esprit assez uniforme, entre électro-pop grandiloquente et cold hétéroclite, À contresens revêt en revanche un aspect très varié et très différent du précédent.
En 1990, Les Douleurs de l’ennui est publié, orné d’une photographie peinte de Pierre et Gilles représentant l’actrice Catherine Jourdan vêtue en chevalier médiéval. Ce disque marque l’arrivée de Jean-Marc Bougain aux percussions digitales, lequel participera également à l’enregistrement, en 1992, de l'album Stella Obscura, avant de quitter définitivement la formation. On retrouve sur ce disque un titre comme Armide  qui annonce des sonorités plus heavenly, Benedictus et ses polyphonies de voix qui seront reprises plus tard dans la formation O Quam Tristis…, ou encore Grégoire, tube new wave/pop déjanté. À la suite de cet album, Patrick L. Robin sombre dans la dépression et le groupe reste en stand-by. Pendant ce temps, Franck Lopez rejoint Collection d'Arnell-Andréa en tant que bassiste-guitariste-choriste sous le pseudonyme de Franz Torres-Quevedo (il fait encore aujourd’hui partie intégrante, tant sur scène que sur disque, de cette formation).

### Continuité (1995–2012)
En 1995, le label brésilien Museum Obscuro, sous-division de Cri du chat disques, contacte OMS pour réaliser une compilation, intitulée Days of Creation, retraçant les dix premières années du groupe. Devant l'intérêt suscité par certains titres auprès du public paulien, Museum Obscuro demande au groupe de réaliser un nouvel album. OMS se reforme donc pour enregistrer Histoires de France, qui sort en 1997. Cet album est en fait composé de titres écrits à l'époque de l'album Cathédrale et qui n'étaient parus, sous forme embryonnaire que sur des cassettes à tirages très limités. Ces morceaux sont donc réarrangés et réenregistrés pour l'occasion. OMS est ensuite invité au Brésil par Museum Obscuro pour y donner plusieurs concerts. L’intérêt et l’enthousiasme étant ravivés, OMS enregistre un nouvel album dès l’année suivante : Éternelle tourmente (Triton, 1999), qui reprend quatre titres de la première période du groupe réenregistrés et des adaptations de textes de Rutebeuf, poète médiéval, ou de la poétesse Marie Mareau. Carine Grieg de Collection d'Arnell-Andréa vient chanter sur quelques morceaux. En parallèle, tous les premiers vinyles du groupe sont réédités en CD. Accompagnée de Thibault d’Aboville, altiste de Collection d'Arnell-Andréa, Carine apparaîtra également sur l’album suivant qui sera, provisoirement, le dernier du groupe, Une idylle en péril (Triton, 2002).
Après une pause de six ans, et après la sortie d'une double compilation Parachèvement de l'esquisse (2008), le groupe revient en 2010 avec un nouvel album intitulé La Légende dorée produit par le label brésilien Wave Records.    La même année, Opéra Multi Steel participe à la compilation 30 Years With(out) Ian Curtis initiée par le label Infrastition. Pour cet hommage posthume à Joy Division, le groupe réalise une reprise du titre Isolation, traduit en français pour l'occasion.  
Après des concerts au Brésil en avril 2011, le groupe se produit de nouveau en Europe, au Festival gothique de Leipzig notamment en mai 2012. Enfin, la formation berruyère, qui n'avait pas donné de concert à Bourges depuis plus de vingt-cinq ans, se produit dans le cadre du Théâtre de Verdure du Jardin des Prés-Fichaux le 26 juillet 2012 pour un spectacle intitulé Éternelle tourmente en hommage au bas-relief de Vital Coulhon (1871-1914) qui orne l'un des bassins du parc.

### Nouveaux albums (depuis 2013)
En 2013 sort l'album Mélancolie en prose. Il est composé pour moitié de titres nouveaux et pour l'autre de versions abouties de morceaux qui n'étaient jusqu'ici sortis originellement qu'en versions K7 dans les débuts du groupe. Un clip sur le titre Mauvais œil réalisé par Alan Cassiano, artiste brésilien, à partir d'images du peintre Étienne Azambre accompagne cette sortie. Dans sa version collector limitée, ce nouvel opus est livré avec un LP translucide intitulé Cathédrale MMXIII, comportant quatre standards du groupe totalement remaniés, dont deux versions de Cathédrale (l'une en français, l'autre en portugais), ainsi que Forme et Reforme et Jardin botanique.  
Apparences de l'invisible, dixième album du groupe sort en format vinyle en avril 2014. C'est le premier album studio depuis Les Douleurs de l'ennui à sortir sur ce format. Il est produit par le label français Meidosem Records et comporte huit nouveaux titres. Parsemé de citations à la musique vocale sacrée et de bruitages situationnistes, ses ambiances revisitent différentes époques et inclinaisons du groupe : cold wave (Presqu'imparfait du suggestif), folk (Circonstancielle Défiance) ou pop (Ad nauseam, infini sidéral…).   
En 2015, Opéra Multi Steel rend hommage à Étienne Daho sur la compilation Pistes noires du label Boredom Product. Le groupe reprend dans son style personnel la chanson Bleu comme toi. Sollicité une nouvelle fois par Boredom Product, le groupe reprend Inside Out de Martin Dupont sur la compilation Broken Memory, hommage à ce groupe français qui parait en 2017.   
Réminiscences, qui sort fin 2017, est une collection de huit « classiques » d'Opéra Multi Steel, extraits de divers albums et revisités par les membres du groupe dans une optique plus punchy que les versions originales. On peut notamment y entendre Cathédrale, Du son des cloches, Les Sens, Fureur en Asie… Le clip réalisé par Alan Cassiano sur le titre Les Sens est une rétrospective des différentes pochettes et jaquettes d'Opéra Multi Steel depuis leur tout premier maxi paru en 1984. Les Perspectives de Jan Vredeman de Vries qui avaient été utilisées sur ce premier opus sont particulièrement mises à l'honneur dans cette vidéo qui les utilise comme principale toile de fond. Cet album sera par la suite (2018) réédité au format CD complété de sept autres titres reboostés.
2018 verra également la sortie d'un nouvel album Au Fief des Rémanences, seconde parution du groupe sur le label Meidosem Records ainsi que la réédition au format vinyle de l'album Stella Obscura chez Wave Records, label de Sao Paulo.
Fin 2020, pour fêter les 35 ans de la sortie du tout premier album du groupe Cathédrale, Wave Records et Meidosem Records s'associent et rééditent celui-ci dans son format vinyle d'origine.  
Un nouvel album  intitulé D'une Pierre deux Tombes sort en juin 2021 à nouveau coproduit par les labels Meidosem Records (France) et Wave Records (Brésil). Il est disponible en format CD (12 titres), vinyle (8 titres) et au format numérique. La pochette est réalisée par Hernan Czauski, designer brésilien, à partir de photos prises par les membres du groupe dans différents cimetières français. Le disque est conçu dans sa thématique comme une sorte de memento mori en hommage aux mères des musiciens décédées en 2018. Sa sortie est accompagnée de plusieurs clips vidéo dont L'Annonce mis en image par Isthmaël Baudry ou encore L'Après-Mort réalisé par Lexx Grave.  
Pour fêter ses quarante ans d'existence et à l'occasion de la sortie de son treizième album Les Passions tristes, le groupe donne deux concerts au Brésil début 2023 dans le cadre du Wave Festival de Sao Paulo. La set-list reprend les titres les plus emblématiques de ses différents opus. Avec  Les Passions tristes  qui comporte treize nouveaux morceaux, les musiciens poursuivent l'évolution amorcée sur le précédent album. Le groupe, tout en restant fidèle au son particulier qui le caractérise, l'enrichit de rythmiques plus électro qu'à l'accoutumée. La tonalité générale, très up tempo, tranche avec certaines ambiances plus recueillies du précédent  D’une Pierre deux Tombes.  L'artwork est réalisé cette fois encore par Hernan Czauski à partir d'un tableau du peintre Pascal Dagnan-Bouveret (1852-1929) : Marguerite au Sabbat (1911), inspiré du mythe de Faust. La vidéo qui accompagne la sortie de l’album sur le titre Le Soleil est parti empreinte d’ailleurs des scènes au film Faust (1926) de Friedrich Wilhelm Murnau (1888-1931).  
Cette même année 2023  est l'occasion pour le label-éditeur espagnol Industrial Complexx de publier un livre anniversaire retraçant la biographie du groupe. Cet ouvrage, écrit par Ximo Noguera, est illustré de nombreuses photos d'époque et émaillé d'interviews de différents activistes de la scène indé française et brésilienne. Le livre est accompagné d'un album intitulé Elégies mémorielles, composé de huit titres inédits enregistrés lors des sessions des Passions tristes. L'artwork de la couverture du livre et de la jaquette de l'album est réalisé par la graphiste espagnole Mimusa.  
L'année 2024 verra la réédition, pour la première fois en vinyle, chez Meidosem Records, de l'album Eternelle Tourmente paru initialement en 1999. L'artwork est revisité par le graphiste Jean-Marie Noël, à partir du tableau d'Hugo Simberg L'Ange blessé qui figurait sur l'édition originale.  
Wave Records (Brésil) réédite cette même année en cd et en vinyl  le second album du groupe, A Contresens, paru pour la première fois en 1988. Le design de la pochette est maquetté par le graphiste brésilien Hernan Czauski, lequel réalise  une synthèse visuelle  des précédentes éditions de cet album en réutilisant les différentes photos monastiques des années 1950 qui figuraient déjà sur celles-ci.  

## Projets parallèles
De 1994 à 1997, Patrick L. Robin, a officié comme chanteur au sein de la formation électro-indus Afghanistan fondée par Philippe Chasset (Bela Luna). Le duo a réalisé en tirages limités cinq cassettes : Autodafé, Vox Europa, Hymns, Holly Ghost, Luv et deux cds : Gods and Prothesis et Sects and Sex.
À partir de 2000, les musiciens d’Opéra Multi Steel se sont retrouvés au complet sous d’autres identités sur un autre projet  : "O Quam Tristis…", formation électro-médiéval-heavenly qui compte à ce jour quatre albums à son actif : Funérailles des petits enfants (2000), Le Rituel sacré (2002), Méditations ultimes (2005), Les Chants funestes (2008) sortis chez Palace of Worms, label italien.
En 2001, Franck Lopez, sous le pseudonyme d'Hugues Dammarie (utilisé également pour "O Quam Tristis…") a prêté sa voix et joué de la flûte sur neuf des seize titres de Never Again Will I Dream... second album de la formation américaine de Dark ambient Bleeding Like Mine créée par Curt Emmer et basée à Milwaukee. Franck Lopez et Éric Milhiet, sous les pseudonymes d’Hugues Dammarie et Emeric Lenotz, ont enregistré, toujours pour le label Palace of Worms et sous le nom de Thy Violent Vanities, un album de dark-pop-folk shakespearien intitulé Come to Dust (2004), avec la participation de Liesbeth Houdijk (chant) et Pierre-Yves Lebeau (guitare, chant) du groupe franco-néerlandais Hide&Seek.
Depuis 1991, et sous le pseudonyme de Franz Torres-Quevedo, Franck Lopez officie en tant que bassiste-guitariste-vocaliste de la formation coldwave française Collection d'Arnell-Andréa avec laquelle il a enregistré neuf albums : Les Marronniers (1992), Villers-aux-Vents (1994), Cirse des champs (1996), Tristesse des mânes (2002), The Bower of Despair (2004), Exposition (2007), Live à La Nuit des fées (2008), Vernes-Monde (2010) et Another winter (2019).  
Franck Lopez est également chanteur de la formation électro-pop franco-brésilienne 3 Cold Men avec Alex Twin et Maurizio Bonito. Le trio a enregistré à ce jour trois albums : The Three Cold Men (2004), Photogramm (2008), A Cold Decade (2012) et un CD de remixes Urban RMXS (2005). 
En 2007, Franck retrouve après de nombreuses années Lionel Baillemont, autre membre fondateur de son tout premier groupe folk Avaric, pour un projet nommé The Crimson Trinity. Cette formation enregistrera deux albums éponymes en 2007 et 2012. La même année, Franck est invité comme chanteur / guitariste sur deux chansons (Memorial, Love and Faith) de l'album Roses, Sorrow and Red Candies du groupe allemand Bastards of Love, projet personnel de Toby Margaux. 
En 2010, à l'occasion des trente ans de la fondation d'Avaric, Lionel Baillemont et Franck Lopez réenregistrent une sélection de quinze titres choisis parmi les quatre albums du groupe parus à l'époque dans des versions réarrangées. Cette compilation intitulée simplement Avaric sort sous la forme d'un livret CD de 60 pages illustré de nombreuses photos d'époque, d'interviews et d'archives diverses. En compagnie de Catherine Marie d'OMS, Franck Lopez retrouve Liesbeth Houdijk et Pierre-Yves Lebeau de Hide and Seek pour un nouveau projet nommé Tiramist. Le quatuor donne naissance à un premier album  intitulé For Your Ears Only, pop sophistiquée sur des textes surréalistes qui paraît en 2016.
C'est avec Curt Emmer, de Bleeding Like Mine que Franck réalise en 2017 un album de 15 titres sous le nom de Seven Sobs of a Sorrowful Soul. L'orientation musicale est dark folk ambiant. Les mélodies mettent en valeur des textes d'auteurs anglais des XVIe et XVIIe siècles et reposent sur des séquences répétitives de piano/synthé/rythmes. 
Toujours en 2017, Franck Lopez participe en tant que bassiste aux deux titres d'un single de la formation germano-brésilienne Wintry créée par Alex Twin et la chanteuse allemande Anne Goldacker. Ce single, réalisé par Wave Records et intitulé Ausweg, est produit par John Fryer. On retrouvera ces deux titres sur un album complet de Wintry, intitulé Timeline qui parait fin 2019. En tant qu'invité, Franck Lopez y joue également la basse sur tous les morceaux.

## Membres

### Membres actuels
- Patrick L Robin - chant, claviers
- Franck Lopez - chant, claviers, guitare, flûte
- Catherine Marie - claviers, voix

### Anciens membres
- Xavier Martin - guitare électrique (1987)
- Jean-Marc Bougain - percussions électroniques (1990-1992)
- Éric Milhiet - basse, claviers, flûte (1988-2018)

## Discographie

### Albums
- 1984 : Opéra Multi Steel, éponyme Maxi (Orcadia Machina)
- 1985 : Cathédrale, LP (Orcadia Machina)
- 1987 : Personne ne dort, 45T (Orcadia Machina)
- 1988 : À contresens, LP (Orcadia Machina)
- 1990 : Les Douleurs de l'ennui, LP (Orcadia Machina)
- 1991 : Les Martyrs, Mini CD (Orcadia Machina / Prémonition)
- 1992 : Stella Obscura, CD (Orcadia Machina)
- 1995 : Days of Creation, an Anthology 1984-1994, CD (Museum Obscuro)
- 1997 : Cathédrale + Maxi éponyme, réédition CD (Orcadia Machina / Lullaby Records)
- 1996 : Histoires de France, CD (Museum Obscuro)[17]
- 1998 : Les Douleurs de l'ennui, réédition CD (Orcadia Machina / Lullaby Records)
- 1999 : Éternelle Tourmente, CD (Triton)
- 2000 : À contresens, réédition CD (Orcadia Machina / Lullaby Records)
- 2002 : Une idylle en péril, CD (Triton )
- 2007 : Cathédrale, 2e réédition CD (Infrastition)
- 2008 : OMS K7 Tapes Archives, coffret 3LP (Vinyl-on-Demand)
- 2008 : Parachèvement de l'esquisse, compilation 2CD (Wave Records)
- 2010 : La Légende dorée, CD (Wave Records)[18]
- 2011 : Histoires de France, réédition CD revue et augmentée (Infrastition)
- 2013 : Mélancolie en prose, CD (Wave Records)[18],[19]
- 2013 : Cathédrale MMXIII, LP 4 titres revisités (Wave Records)
- 2014 : Opéra Multi Steel, éponyme Maxi réédition vinyle (Dark Entries Records)
- 2014 : Apparences de l'invisible, LP (Meidosem Records)[20]
- 2017 : Réminiscences, LP Picture disc (Wave Records)[18]
- 2018 : Au Fief des Rémanences, LP (Meidosem Records)
- 2018 : Réminiscences, réédition CD + 7 bonus (Wave Records)
- 2018 : Apparences de l'invisible / Au Fief des Rémanences, double CD (Meidosem Records)
- 2018 : Stella Obscura, réédition LP (Wave Records)
- 2020 : Cathédrale, réédition LP (Wave Records et Meidosem Records)
- 2021 : D'une Pierre deux Tombes, LP (Wave Records et Meidosem Records)
- 2021 : D'une Pierre deux Tombes, CD + 4 bonus (Wave Records)
- 2023 : Les Passions tristes, LP (Wave Records)
- 2023 : Les Passions tristes, CD + 4 bonus (Wave Records)
- 2023 : Elégies mémorielles, CD (Industrial Complexx)
- 2024 : Eternelle Tourmente, réédition LP (Meidosem Records)
- 2024 : A Contresens, réédition CD (Wave Records et Young and Cold Records)
- 2024 : A Contresens, réédition LP (Wave Records et Young and Cold Records)

### Cassettes
- 1985 : Autres Appels (Orcadia Machina)
- 1986 : Éternelle Tourmente (Orcadia Machina)
- 1987 : Opera Multi Steel & Modern Art, split tape (Orcadia Machina)
- 1987 : Je regarde la pluie (Orcadia Machina)
- 1987 : Regret qui s’écaille (Orcadia Machina)
- 1987 : Opéra Multi Steel, compilation (Irre Tapes)
- 1989 : Jardin botanique, compilation (NG Medien)
- 1989 : Figures de style, compilation (EEtapes)
- 1989 : Opéra Multi Steel, compilation (Rain Tapes)
- 1989 : Opéra Multi Steel Jardin botanique, compilation (NG Medien)
- 1990 : Opéra Multi Steel The best of (Echtzeit)

### Participations
- 1985 : International Sound Communication, vol 7, cassette (Man's Hate Production)
- 1985 : Felix qui rerum cognoscere causas, cassette (Belial Tapes)
- 1985 : Opere senza ombre, Dopo no 12, cassette (Megamagomusic)
- 1986 : Dejad que los ninos, cassette (3EM Producciones)
- 1986 : To Post a Tape, vol 2, cassette (Fraction Studio)
- 1987 : Grenouille,cassette (Organic)
- 1987 : Andreas no 5- Not apartheid, cassette (Fraction Studio)
- 1987 : Passions organiques, vol. 4, Songs, cassette (A.P.E.A.C)
- 1987 : En travers de la gorge, cassette (Psychodélires)
- 1987 : The Unknown Two, cassette (Rain Tapes)
- 1986 : The Unknown Three, cassette (Rain Tapes)
- 1986 : No Pop? Ooch Pop !, vol. 1, cassette (Hund Fass)
- 1986 : Rythmetic, casette (Fusion D.E Producciones)
- 1986 : Stigmata Tapes no 1, cassette (Stigmata Tapes)
- 1986 : Dépendance binaire, cassette (Garde au sol production)
- 1986 : Insane Music for Insane People, vol. 9, cassette (Insane Music)
- 1986 : Life, the Underground and Everything, cassette (Music and Elsewhere)
- 1987 : The Unknown Four, cassette (Rain Tapes)
- 1988 : Orcades Machinales, vol 1 et 2, cassette  (Orcadia Machina)
- 1988 : The Unknown Six, cassette (Rain Tapes)
- 1988 : Nimramicha,cassette (Aruru)
- 1989 : Orcades machinales, vol 3 & 4, cassette (Orcadia Machina)
- 1989 : Night and Day dreams, cassette (Irre Tapes)
- 1989 : Color Pop Explosion, cassette (Color Disc)
- 1989 : The Unknown Seven, cassette (Rain Tapes)
- 1990 : And the Trees Are Waiting / Und die baüme die warten, cassette (NG Medien)
- 1990 : Icare,cassette (Orcadia Machina)
- 1990 : Mail Compilation Project, cassette (Hahamandad)
- 1990 : Neue Muster, vol. 7, cassette (Tonspur Tapes)
- 1990 : Individual Pop,cassette (Claus Korn)
- 1991 : The Great We Love the Beetles Swindle, cassette
- 1992 : Quatrième communion, cassette (Orcadia Machina)
- 1992 : Beaucoup, CD  (V.I.S.A)
- 1993 : Isis, cassatte (Les Ateliers du son)
- 1993 : Neue Muster, vol. 10, cassette (Tonspur Tapes)
- 1993 : Black Sundays, vol. 1, LP (GP Records)
- 1993 : Secreto Metro, cassette (A Contresens)
- 1994 : Andreas no 9, cassette (Fraction Studio)
- 1995 : Fraction Studio Promo no 1, cassette (Fraction Studio)
- 1996 : Instants ardents, CD (Les Variations ludiques)
- 1997 : Black Sundays, vol. 2, CD
- 1997 : Taste This 7, CD (Discordia)
- 1999 : Instants sacrés / Instants damnés, CD (Euterpe Production)
- 1999 : Storm the Palace : Worms A.D. MCXVII, CD (Palace of Worms Records)
- 2000 : Triton Compilation II, CD (Triton)
- 2000 : The Power of a New Aeon, CD (Palace of Worms Records)
- 2002 : Triton Compilation III, CD (Triton)
- 2005 : Transmission 81-89 The French Cold Wave, CD (Infrastition)
- 2006 : RVB~Transfert, CD (Optical Sound)
- 2006 : Movement One, vol. 1, CD (Str8line Records)
- 2006 : 15, CD (Infrastition)
- 2007 : Wave Klassix, vol. 1 (Wave Records)
- 2008 : Ruines & Vanités, CD (Trinity)
- 2009 : Cold Wave and Minimal Electronics - , vol. 1, CD, LP (Angular Recording Corporation)
- 2009 : Wave Records Sampler, CD (Wave Records)
- 2010 : 30 Years With(out) Ian Curtis, CD (Infrastition)
- 2011 : Beyond the Frontiers, CD (S.A.D.E)
- 2012 : Dark Summer-Die highlights von Wave Gotik Treffen,DVD (Zillo)
- 2013 : 80's Compilation EP French Side, EP (EE Tapes)
- 2014 : Gothic Visions, vol. 5, DVD (Orkus)
- 2015 : Pistes noires, CD (Boredom product)
- 2017 : Broken Memory, cassette (Boredom product)